# Bockiella abyssicola
Bockiella abyssicola är en mossdjursart som beskrevs av Gordon 1986. Bockiella abyssicola ingår i släktet Bockiella och familjen Flustrellidridae. Inga underarter finns listade i Catalogue of Life.